# Jopenbierbrauerei G.F.A.S.Steiff
Jopenbierbrauerei G.F.A.S.Steiff – browar w Gdańsku przy Halbengasse 2 (ul. Na Piaskach) działający w latach 1855–1896.

## Historia
Powstał w 1855 jako Brauerei G.F.A.Steiff & Co., od 1881 był spółką Jopenbierbrauerei G.F.A.Steiff Inh. Bischoff & Lickfett. W 1898 browar został zlikwidowany. Budynek browaru znajdował się naprzeciwko Wielkiego Młyna.

## Produkowane piwa
- Piwo jopejskie